# Вильдек (замок, Баден-Вюртемберг)
Вильдек нем. Burg Wildeck — средневековый замок на вершине холма в общине Абштат в районе Хайльбронн в земле Баден-Вюртемберг, Германия. Замок был построен семьёй фон Хайнрит. В 1492 году замок перешёл в собственность Людвига I фон Лёвенштайна, основателя рода Лёвенштайн-Вертхайм, боковой линии графов Лёвенштайн. В 1933 году замок и окружающие его виноградники перешли во владение правительства земли Вюртемберг. С 1940 года в замке располагается филиал винодельческой школы города Вайнсберг. В частности здесь вывели виноградный сорт Дорнфельдер.

## История

### Ранний период
Точное время основания замка неизвестно. Предположительно, каменная крепость в этом месте была возведена в промежутке между 1250 и 1330 годами. Замок стал второй резиденцией рода фон Хайнрит. Некоторые поселившиеся здесь представители семьи стали именоваться фон Вильдек. 
Между 1336 и 1364 годами поселение Абштат, которое принадлежало дворянам фон Хайнрит, обрело независимость. 
В 1450 году род фон Хайнрит пресёкся по мужской линии. Дочь последнего владельца крепости Филиппа фон Хайнрит вышла замуж за Петера Харранта фон Хоэнберга († 1490), который и стал новым собственником Вильдека. Однако он скончался, не оставив потомства. После его смерти собственником замка и окрестных земель стал Вильгельм фон Нейперг, представитель влиятельного рода фон Нейперг. 
В 1492 замок купил Людвиг I фон Лёвенштайн, сын пфальцского курфюрста Фридриха I. В 1504 году область, в которой расположен замок, перешла от немецкого государства Баден к Вюртембергу. При этом замок стал терять своё военное значение. 

### Эпоха Ренессанса

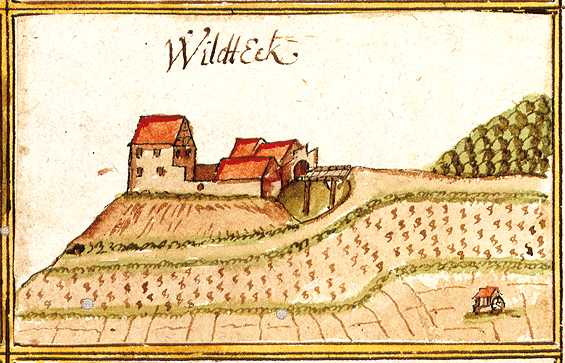
Замок на рисунке 1686 года

В начале XVI века вместе с Вюртембергом новым сувереном замка стали правители Австрии. В 1525 году во время Крестьянской войны замок Вилдек был разрушен. Однако уже к 1533 году владельцы восстановили резиденцию. 
Замок благополучно перенёс драматические годы Тридцатилетней войны. В 1648 году после заключения Вестфальского мира Вальдек перешёл во владение графа Карла цу Лёвенштайна.
Ещё в XVI веке склоны холма, на котором расположен замок, стали засаживать виноградниками. Со временем они стали играть важную роль в доходах собственников земли. В 1589 года виноградом было занято 16 соток склонов, а 1653 — уже 28 и посадки активно расширялись. 

### XIX век
В начале XIX века французский император Наполеон I радикально перекроил карту Германии. В 1806 году область вокруг Вильдека вошла в состав Рейнского союза. При этом замок с виноградниками и фермами оставался в частной собственности семьи Лёвенштайн-Вертхайм.

### XX век
В июле 1932 года Карл Эрбпринц цу Лёвенштайн-Вертхайм-Розенберг продал виноградники и винодельню Вильдека еврейскому торговцу Салману Шокену. Однако комиссариат в Штутгарте позднее оспорил эту сделку. В итоге июле 1933 года собственность была приобретена властями Вюртемберга. В замке разместился филиал винодельческой школы города Вайнсберг. Во время Второй мировой войны виноградники сильно пострадали. Восстановление прежнего хозяйства заняло много лет. Лишь к 1972 году удалось в целом достичь довоенного уровня производства винограда.
В конце Второй мировой войны от артиллерийского огня пострадал и сам замок. Долгое время часть зданий находилась в аварийном состоянии. Серьёзные ремонтные работы начались лишь спустя многие годы после войны. В частности учебные помещения на верхних этажах башни, которая особенно сильно пострадала во время боевых действий, были открыты только в 1995 году. 

## Виноградники
Селекция винограда, которая долгие годы проводилась в Вильдеке, сыграла значительную роль в разработке новых сортов. В частности, таких как Самтрот и Дорнфельдер. К 1996 году общая площадь земель, входящих в принадлежащую замку территорию, составляла 21,1 га. Из которых 8,6 га использовались под виноградники, остальные земли — под молодые растения, луга, пруды и пр.. Около четверти площадей виноградников заняты сортом Рислинг. 

## Расположение
Замок расположен над поселением Абштат на краю горного хребта Лёвенштайн. Из замка открываются живописные виды на Абштат и долину. В хорошую погоду видны также поселения Байльштайн, Ильсфельд, Унтергруппенбах и другие. На расстоянии всего в один километр находятся руины замка Хельфенберг. Примерно в 10 километрах к северо-востоку находится замок Вайлер.

## Галерея

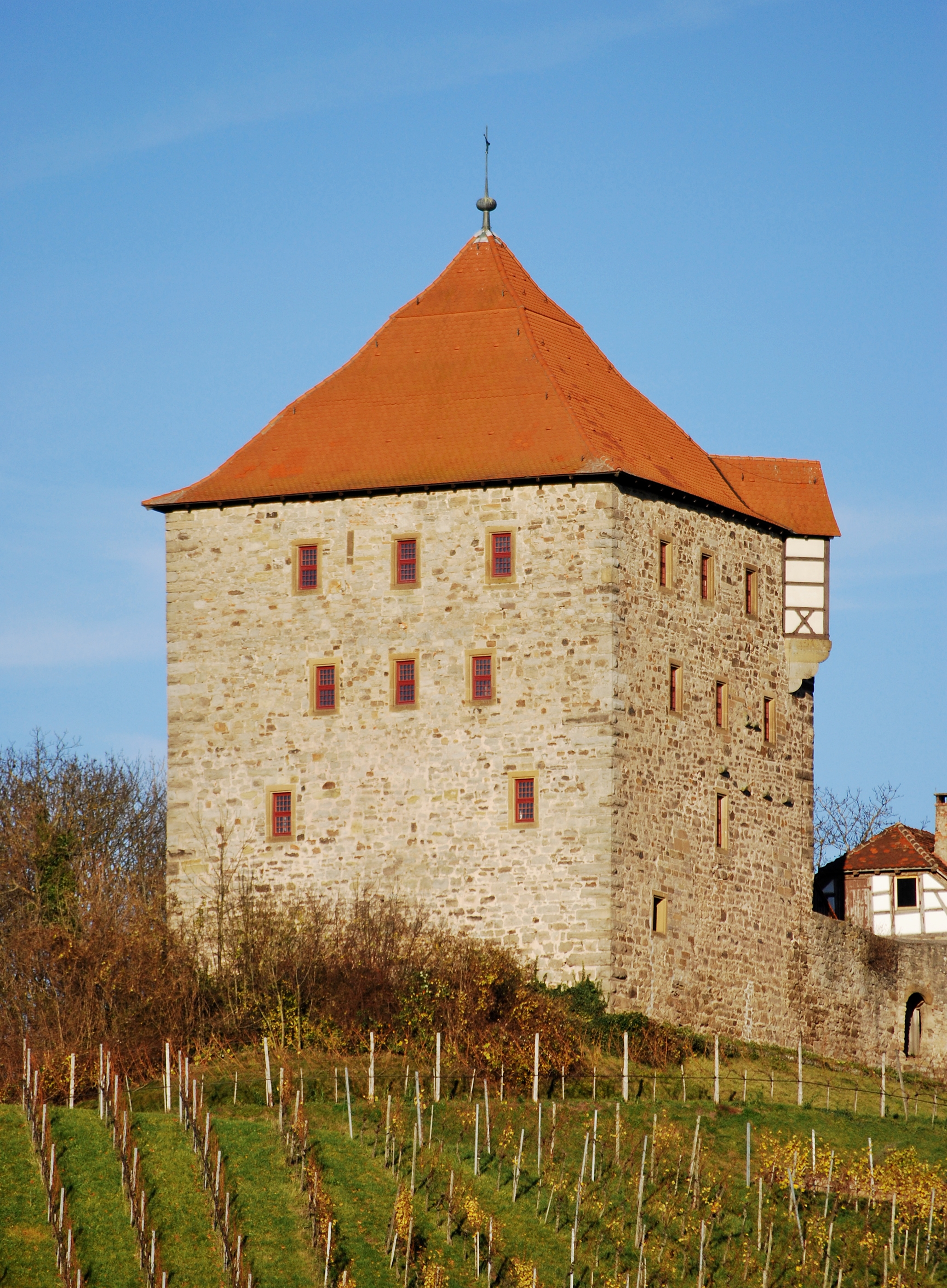
Огромная главная башня замка
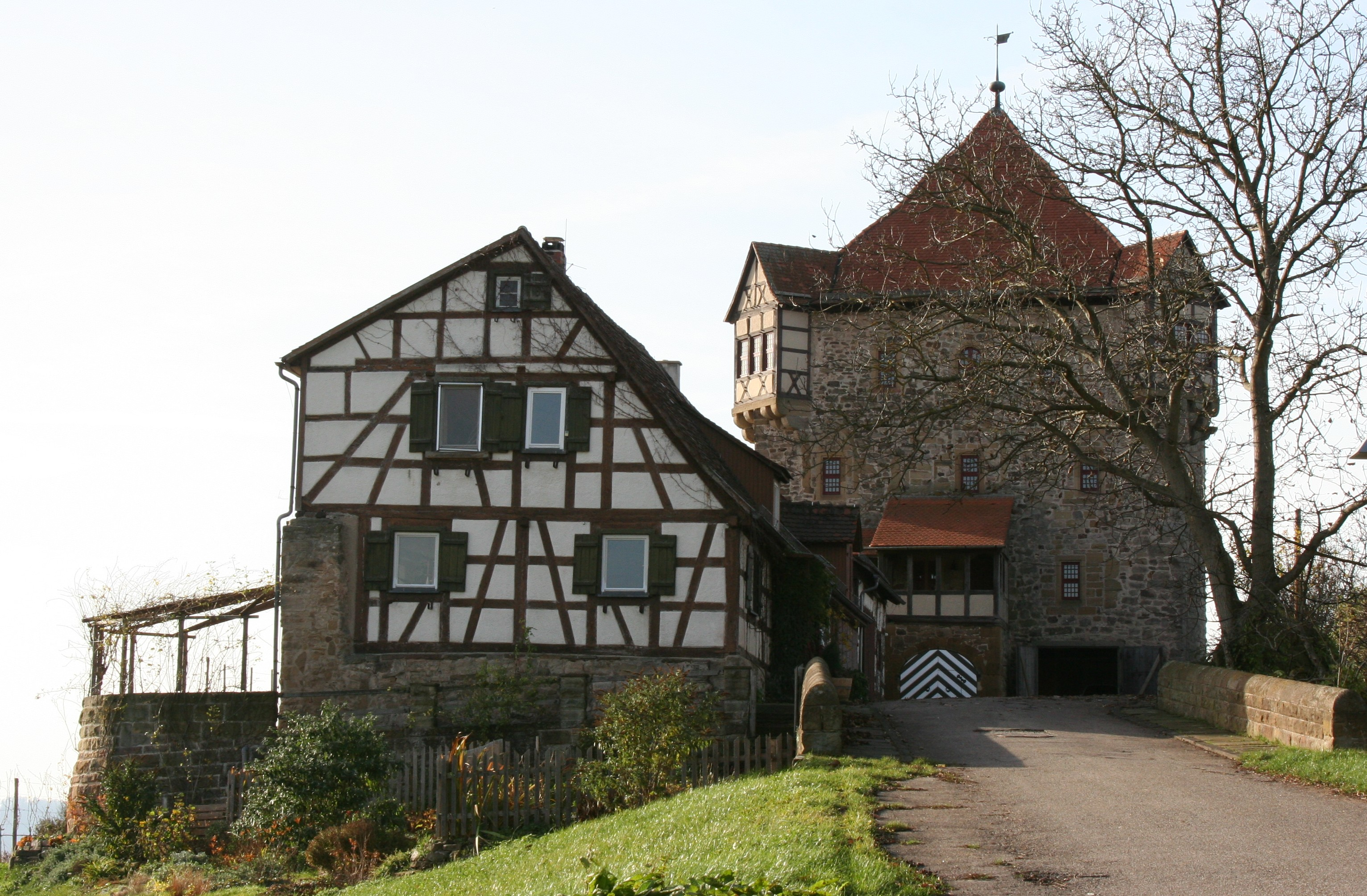
Вид замка с восточной стороны
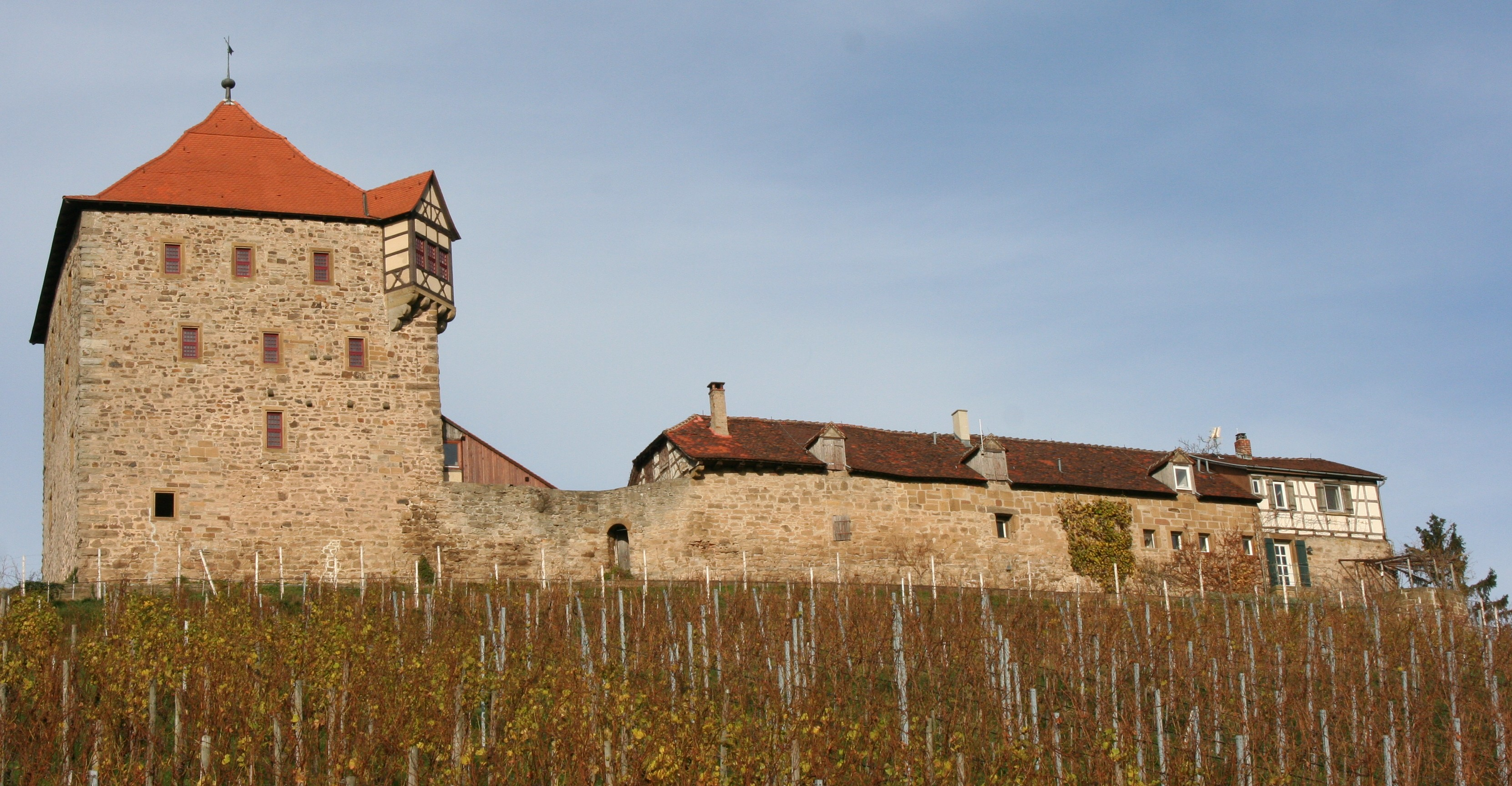
Замок со стороны виноградников
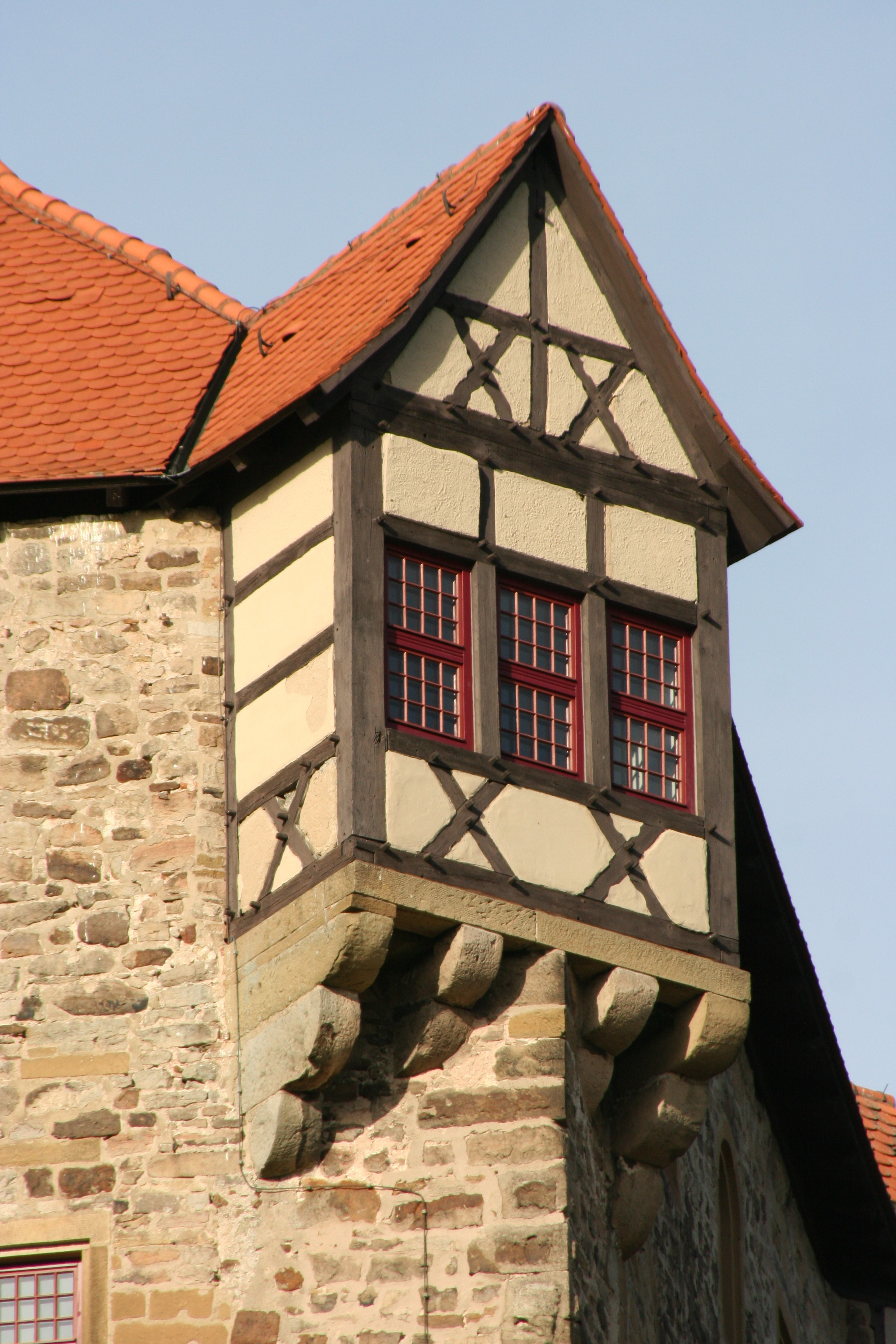
Эркер в главной башне
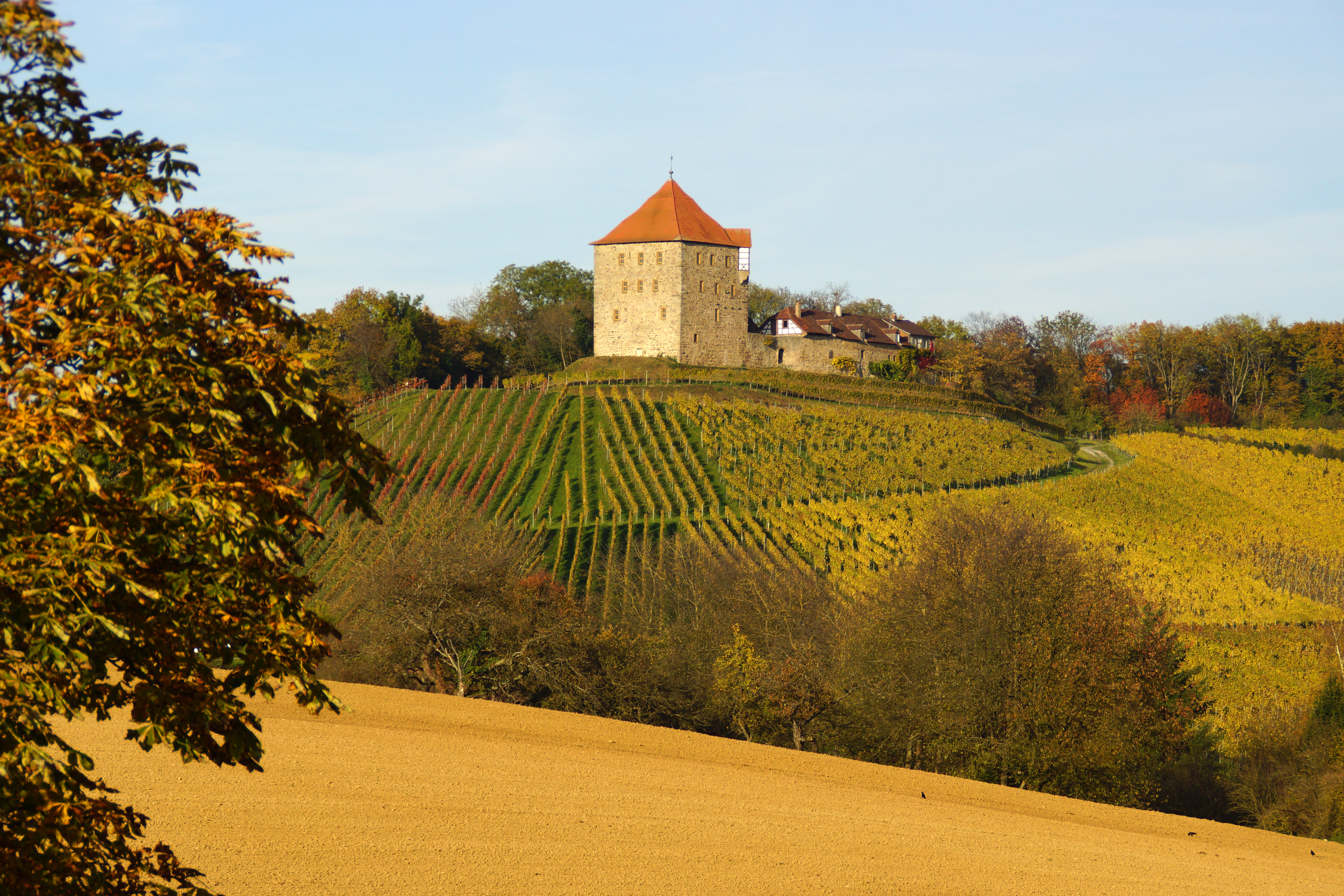
Поля и виноградники вокруг замка